# سونغ بو (متزحلقة)
سونغ بو هي متزحلقة صينية، ولدت في 4 أبريل 1985 في جيلين في الصين.

## وصلات خارجية
- سونغ بو على موقع الاتحاد الدولي للتزلج (التزلج الريفي) (الإنجليزية)
- سونغ بو على موقع أوليمبيديا (الإنجليزية)